# Az évtized dalai – Népi-zenei dalok
A Népi-zenei dalok a Republic tematikus válogatásalbuma, az 1999-ben kiadott Az évtized dalai sorozat második része.
A sorozat további részei a Szerelmes dalok és a Közérzeti dalok.

## Dalok
1. Legkisebb fiú… (Tóth Zoltán) (Zászlók a szélben, 1997)
2. Ezt a földet választottam (Cipő) (Zászlók a szélben, 1997)
3. Játssz egy kicsit a tűzzel (Patai Tamás–Bódi László) (Tüzet viszek, 1995)
4. Elindultam szép hazámból (Tóth Zoltán–Bódi László) (Igen, 1996)
5. Erdő közepében (Bódi László) (Hahó öcsi!!!, 1993)
6. Fényes utakon (Tóth Zoltán–Bódi László) (Hahó öcsi!!!, 1993)
7. Csillagok, csillagok (Tóth Zoltán) (Hahó öcsi!!!, 1993)
8. Megy a gomba[2] (Bódi László) (Üzenet, 1998)
9. Fáj a szívem érted (Bódi László) (Disco, 1994)
10. Tavaszi szél (Tóth Zoltán) (Én vagyok a világ, 1992)
11. Falu szélén ruhát mosnak a lányok (Bódi László) (Hahó öcsi!!!, 1993)
12. Mondd, hogy igen (Tóth Zoltán–Bódi László) (Igen, 1996)
13. Varázsolj a szívemmel (Bódi László) (Tüzet viszek, 1995)
14. Kék ibolya (Tóth Zoltán) (Én vagyok a világ, 1992)
15. A csikósok, a gulyások (népdal) (új dal, 1999)
16. …született (Tóth Zoltán) (Zászlók a szélben, 1997)

## Közreműködtek
- Tóth Zoltán – Gibson T1 gitár, akusztikus gitár, zongora, vokál
- Patai Tamás – Fender Stratocaster gitár, vokál
- Nagy László Attila – Premier dobok, ütőhangszerek, vokál
- Boros Csaba – Rickenbacker 4001 basszusgitár, vokál
- Cipő „Cipő” – ének, zongora
- Szabó András – hegedű
- Gulyás Ferenc – tekerőlant

valamint az eredeti felvételeken közreműködő előadók.

## Toplistás szereplése
Az album önmagában egy alkalommal, 38. helyen szerepelt a Mahasz Top 40-es eladási listáján. A három albumot magába foglaló Az évtized dalai CD-box hét héten át szerepelt a listán, legjobb helyezése 14. volt.